# Resistiré (programa de televisión)
Resistiré (estilizado como RE$I$TIRÉ) es un programa de competencia producido por MTV Latinoamérica y anteriormente por Mega. La premisa del concurso consiste reunir a un grupo de personas, las cuales tendrán que sobrevivir a situaciones extremas, llenas de retos insufribles, además de pasar por hambre y superar las posibles tentaciones que esto implique, para así ganar el premio final. Además los participantes competirán cada semana para no ser eliminados.

## Producción
La producción del programa inició el 26 de febrero de 2019 con el ingreso de los participantes al concurso en Calera de Tango, al sur de Santiago de Chile, estando al aire casi cuatro semanas después, el 17 de marzo de 2019. El centro de operaciones del programa está a una hora de Santiago y, como estrategia, no se reveló el lugar para mantener el carácter de aislados. 24 participantes (tanto famosos como desconocidos) inicialmente entraron a la producción, quedando aislados en plena Cordillera de los Andes, para luego ser trasladados a un recinto en Calera de Tango.
La segunda temporada fue anunciada en febrero de 2022, pasando a ser producida solamente por MTV. El 22 de febrero MTV anunció la fecha de estreno y a los participantes.

## Formato
En Resistiré, los 24 participantes serán abandonados en un refugio en el medio de la nada sin camas, baños interiores, alimentos preparados ni suministro de agua potable, pero con el medio millón de dólares que corresponde al premio final. Con ese dinero podrán comprar los artículos que necesiten para sobrevivir, pero a un valor insólito, y en una decisión que requiere un acuerdo mayoritario para concretarse. Supervivencia, democracia y lucha social: todo en uno.

## Temporadas
| Año  | N° Temp. | Transmsión               | Presentadores                          | Episodios | Locación        | Ganador         |
| ---- | -------- | ------------------------ | -------------------------------------- | --------- | --------------- | --------------- |
| 2019 | T1       | 17 de marzo– 25 de julio | Diana Bolocco y Facundo Gómez          | 95        | Calera de Tango | Mario Sepúlveda |
| 2022 | T2       | 21 de marzo– 21 de abril | Estefanía Ahumada y Omar Pérez "Faisy" | 20        | Santa Marta     | Fernando Lozada |

### Temporada 1 (2019)
| Participante | Participante | Participante                                                                      | Edad | Resultado                                           | Resultado anterior                              | Estadía |
| ------------ | ------------ | --------------------------------------------------------------------------------- | ---- | --------------------------------------------------- | ----------------------------------------------- | ------- |
|              |              | Mario Sepúlveda Minero y electricista.                                            | 48   | Ganador de Resistiré                                | 13.° Eliminado en duelo final por equipos       | 74 días |
|              |              | María Teresa "Tere" Kuster Modelo. Miss Mundo Argentina 2013.                     | 31   | 2.º Lugar de Resistiré                              |                                                 | 74 días |
|              |              | Federico "Fede" Farrell Modelo y cantante.                                        | 33   | 3.er Lugar de Resistiré                             | 13.° Eliminado en duelo final por equipos       | 74 días |
|              |              | Aída Nízar Abogada y comunicadora                                                 | 43   | Finalistas Eliminados en eliminación extraordinaria |                                                 | 74 días |
|              |              | Ariel Levy Actor y luchador.                                                      | 34   | Finalistas Eliminados en eliminación extraordinaria |                                                 | 74 días |
|              |              | Clovis Nienow Actor y modelo.                                                     | 25   | Finalistas Eliminados en eliminación extraordinaria |                                                 | 73 días |
|              |              | Laura Prieto Modelo y actriz. Ex Yingo y Calle 7.                                 | 33   | Finalistas Eliminados en eliminación extraordinaria |                                                 | 74 días |
|              |              | Manelyk González Modelo y cantante, exparticipante de Acapulco Shore.             | 28   | Finalistas Eliminados en eliminación extraordinaria | 13.ª Eliminada en duelo final por equipos       | 74 días |
|              |              | Sebastián Ramírez Relacionador público y chico reality.                           | 32   | Finalistas Eliminados en eliminación extraordinaria |                                                 | 42 días |
|              |              | Isaac Torres Exparticipante de Super Shore.                                       | 23   | 14.° Eliminado por votación                         |                                                 | 74 días |
|              |              | Jessica Pires Recepcionista y modelo.                                             | 27   | 13.os Eliminados en duelo final por equipos         |                                                 | 73 días |
|              |              | Keyla Caputo Modelo.                                                              | 25   | 13.os Eliminados en duelo final por equipos         |                                                 | 72 días |
|              |              | Luis "Sargento Rap" Sánchez Rapero y chico reality.                               | 28   | 13.os Eliminados en duelo final por equipos         |                                                 | 73 días |
|              |              | Francisca Undurraga Relacionadora pública y modelo.                               | 32   | Abandona por lesión                                 |                                                 | 40 días |
|              |              | Ignacia Michelson Estudiante de derecho.                                          | 25   | 12.ª Eliminada en duelo de agilidad                 | 1.ª Eliminada en juicio extraordinario          | 50 días |
|              |              | Gabriel Martina Modelo, actor y chico reality.                                    | 36   | 11.° Eliminado en eliminación extraordinaria        |                                                 | 14 días |
|              |              | Margot Corvalán Modelo.                                                           | 34   | 10.ª Eliminada en eliminación extraordinaria        |                                                 | 9 días  |
|              |              | Zuleidy Aguilar Modelo y conductora de televisión.                                | 26   | 9.ª Eliminada en duelo de agilidad                  |                                                 | 58 días |
|              |              | Boris Sánchez Actor y bailarín.                                                   | 29   | 8.° Eliminado en duelo de agilidad y destreza       |                                                 | 50 días |
|              |              | Alexandra Monsalve Experta en negocios internacionales.                           | 31   | Expulsada por transgredir las reglas                |                                                 | 47 días |
|              |              | Felipe "Fritanga" Urra YouTuber y operario de obras viales.                       | 26   | Abandona por motivos personales                     |                                                 | 50 días |
|              |              | Cassandra Zamorano Estudiante de medicina veterinaría.                            | 26   | 7.ª Eliminada en duelo de agilidad y destreza       | 2.ª Eliminada en duelo de equilibrio y destreza | 43 días |
|              |              | Alex Caniggia Cantante y mediático, hijo de Claudio Caniggia.                     | 26   | Abandonan por motivos laborales                     | 3.er Eliminado en duelo de habilidad y destreza | 25 días |
|              |              | Charlotte Caniggia Bailarina y personalidad televisiva, hija de Claudio Caniggia. | 26   | Abandonan por motivos laborales                     |                                                 | 9 días  |
|              |              | Sara Pimentel Estudiante de kinesiología.                                         | 26   | 6.ª Eliminada en duelo de agilidad                  |                                                 | 37 días |
|              |              | Rodrigo "Dino" Inostroza Futbolista y profesor de contabilidad.                   | 31   | Expulsado por transgredir las reglas                |                                                 | 35 días |
|              |              | Eleazar Gómez Actor y cantante.                                                   | 32   | 5.° Eliminado en duelo de habilidad y destreza      |                                                 | 30 días |
|              |              | Carolina "Krespita" Rodríguez Campeona mundial de boxeo.                          | 35   | 4.ª Eliminada en duelo de habilidad y destreza      |                                                 | 23 días |
|              |              | Erick "Ji-Hu" Sánchez YouTuber.                                                   | 23   | Abandona por motivos personales                     |                                                 | 14 días |

### Temporada 2 (2022)
| Participante | Participante | Participante                                                                                  | Edad | Resultado                                                                            | Resultado anterior                           | Estadía | Ref.          |
| ------------ | ------------ | --------------------------------------------------------------------------------------------- | ---- | ------------------------------------------------------------------------------------ | -------------------------------------------- | ------- | ------------- |
|              |              | Fernando Lozada Exparticipante de Acapulco Shore y Exatlón EE.UU.                             | 32   | Ganador de MTV Resistiré                                                             |                                              | 20 días |               |
|              |              | Guty Carrera Atleta y Chico reality.                                                          | 31   | Finalistas de MTV Resistiré                                                          |                                              | 20 días |               |
|              |              | Samira Jalil Exparticipante de MYHYV.                                                         | 31   | Finalistas de MTV Resistiré                                                          |                                              | 20 días |               |
|              |              | Eduardo "Chile" Miranda Ganador de Big Brother México, participante de Acapulco Shore.        | 27   | Semifinalistas Eliminados en duelos de agilidad, equilibrio, habilidad y resistencia |                                              | 19 días |               |
|              |              | Osiris Orozco Actor, entrenador físico y modelo, participante en MasterChef y MC La Revancha. | 39   | Semifinalistas Eliminados en duelos de agilidad, equilibrio, habilidad y resistencia | 2.° Eliminado en duelo de agilidad y memoria | 19 días |               |
|              |              | Yann "Lobo" Martín Atleta de Parkour, participante de Guerreros y Reto 4 Elementos.           | 26   | Semifinalistas Eliminados en duelos de agilidad, equilibrio, habilidad y resistencia |                                              | 19 días |               |
|              |              | Alba Zepeda Participante de Acapulco Shore.                                                   | 26   | Semifinalistas Eliminados en duelos de agilidad, equilibrio, habilidad y resistencia |                                              | 19 días |               |
|              |              | Elizabeth Varela Participante de AYTO.                                                        | 25   | Expulsada por lesión                                                                 |                                              | 17 días |               |
|              |              | Kimberly Shantal Influencer, participante de La Venganza VIP.                                 | 28   | 4.ª Eliminada en duelo de fuerza y precisión                                         |                                              | 16 días |               |
|              |              | Brenda Zambrano Chica reality y modelo, exparticipante de Acapulco Shore.                     | 28   | Expulsada por transgredir las reglas                                                 |                                              | 13 días | [ 13 ] [ 14 ] |
|              |              | Miss Mickey Youtuber.                                                                         | 27   | 3.os Eliminados en duelo de agilidad y destreza                                      |                                              | 12 días |               |
|              |              | Emilio Betancourt Conferencista y atleta.                                                     | 23   | 3.os Eliminados en duelo de agilidad y destreza                                      | 12 días                                      |         |               |
|              |              | Susana Rentería Actriz y modelo.                                                              | 27   | Abandona por motivos personales                                                      |                                              | 9 días  |               |
|              |              | Roberto "Robbie" Mora Modelo y antiguo miembro de Wapayasos, participante de La Venganza VIP. | 24   | 2.° Eliminado en duelo de agilidad y memoria                                         |                                              | 8 días  |               |
|              |              | Julio Camejo Actor y bailarín.                                                                | 51   | 1.os Eliminados en duelo de agilidad y destreza                                      |                                              | 4 días  |               |
|              |              | Sheila "Diosa Quetzal" Yunuen Márquez Atleta y luchadora.                                     | 28   | 1.os Eliminados en duelo de agilidad y destreza                                      | 4 días                                       |         |               |